# اینلند امپایر
اینلند امپایر (به انگلیسی: Inland Empire) یک منطقه کلان‌شهری در ایالات متحده آمریکا است که در کالیفرنیا واقع شده‌است. اینلند امپایر ۴٬۲۲۴٬۸۵۱ نفر جمعیت دارد و شامل شهرهای دو شهرستان ریورساید و سن برناردینو می‌گردد.
نام اینلند امپایر اولین بار در روزنامه‌ای در ریورساید در آوریل ۱۹۱۴ به‌کار گرفته شد. این نام به دلیل ساحلی نبودن و فاصله ۶۰ مایل (۹۷ کیلومتر) این منطقه از اقیانوس آرام بر روی منطقه گذاشته شده‌است.